# Pseudapis pallicornis
Pseudapis pallicornis är en biart som först beskrevs av Walker 1871.  Pseudapis pallicornis ingår i släktet Pseudapis och familjen vägbin. Inga underarter finns listade i Catalogue of Life.